# Katarzyna Sienkiewicz-Kosik
Katarzyna Sienkiewicz-Kosik (ur. 1967) – polska wydawczyni i redaktorka, z wykształcenia historyk sztuki. Wraz z mężem Rafałem współwłaścicielka wydawnictwa Powergraph.
Pomysłodawczyni i redaktorka serii Felix, Net i Nika autorstwa Rafała Kosika. Oprócz książek męża jest redaktorką także innych książek wydawanych przez Powergraph.
W 2010 Katarzyna i Rafał Kosikowie zostali wyróżnieni Śląkfą w kategorii Wydawca Roku. W 2014 otrzymała nagrodę Identyfikatory Pyrkonu w kategorii promotor fantastyki.